# Deppoldshausen
Deppoldshausen is een gehucht in de Duitse gemeente Göttingen in de deelstaat Nedersaksen. Het werd in 1973 bij de stad Göttingen gevoegd, maar het heeft zijn landelijke karakter volledig bewaard. Oorsprong van het gehucht is een voorwerk. Deppoldshausen wordt voor het eerst genoemd in een oorkonde uit 1055.